# Vira-lata caramelo

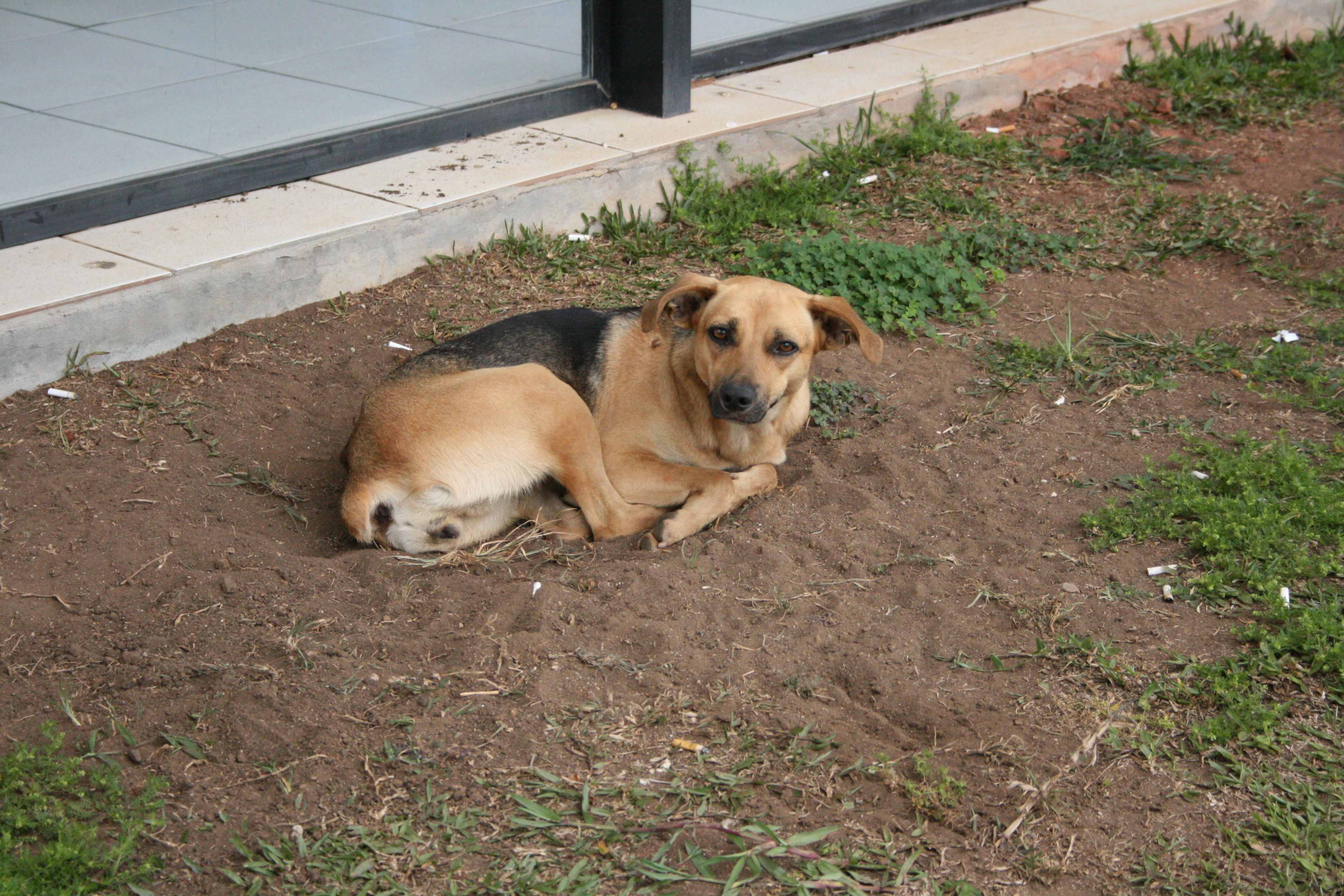
Um cachorro caramelo em Curitiba, Brasil

Vira-lata caramelo ou cachorro caramelo é como são chamados cães sem raça definida, de pelagem caramelo, no Brasil. O termo tornou-se notório em campanhas contra o abandono animal e de combate aos maus-tratos. 
Em julho de 2020, o deputado federal Fred Costa iniciou uma petição online para que o vira-lata caramelo estampasse as cédulas de duzentos reais no Brasil, que foi recebeu 144 mil assinaturas no site Change.org. O Banco Central, que já havia decidido por incluir o lobo-guará nas cédulas, considerou, posteriormente, fazer alguma ação de combate aos maus-tratos contra animais. Em setembro de 2020, o vira-lata caramelo protagonizou o anúncio das notas de duzentos reais.
A relevância dos cães caramelo repercutiu no Poder Legislativo, nas esferas municipais e federais. Em janeiro de 2022, a Câmara dos Vereadores de Florianópolis criou o "Dezembro Caramelo", com o objetivo de dar visibilidade ao abandono de cães. A prefeitura de São Gabriel, no Rio Grande do Sul, também iniciou a campanha Dezembro Caramelo, destacando que os vira-latas caramelos são as vítimas mais frequentes de abandono animal no Brasil. Em abril de 2023, o deputado federal Felipe Becari apresentou projeto de lei para reconhecer o vira-lata caramelo como patrimônio cultural imaterial no país.
Em 4 de abril de 2025, o Cristo Redentor foi iluminado com uma projeção que o mostrava segurando um cachorro caramelo em homenagem ao Dia Mundial dos Animais de Rua.

## Galeria

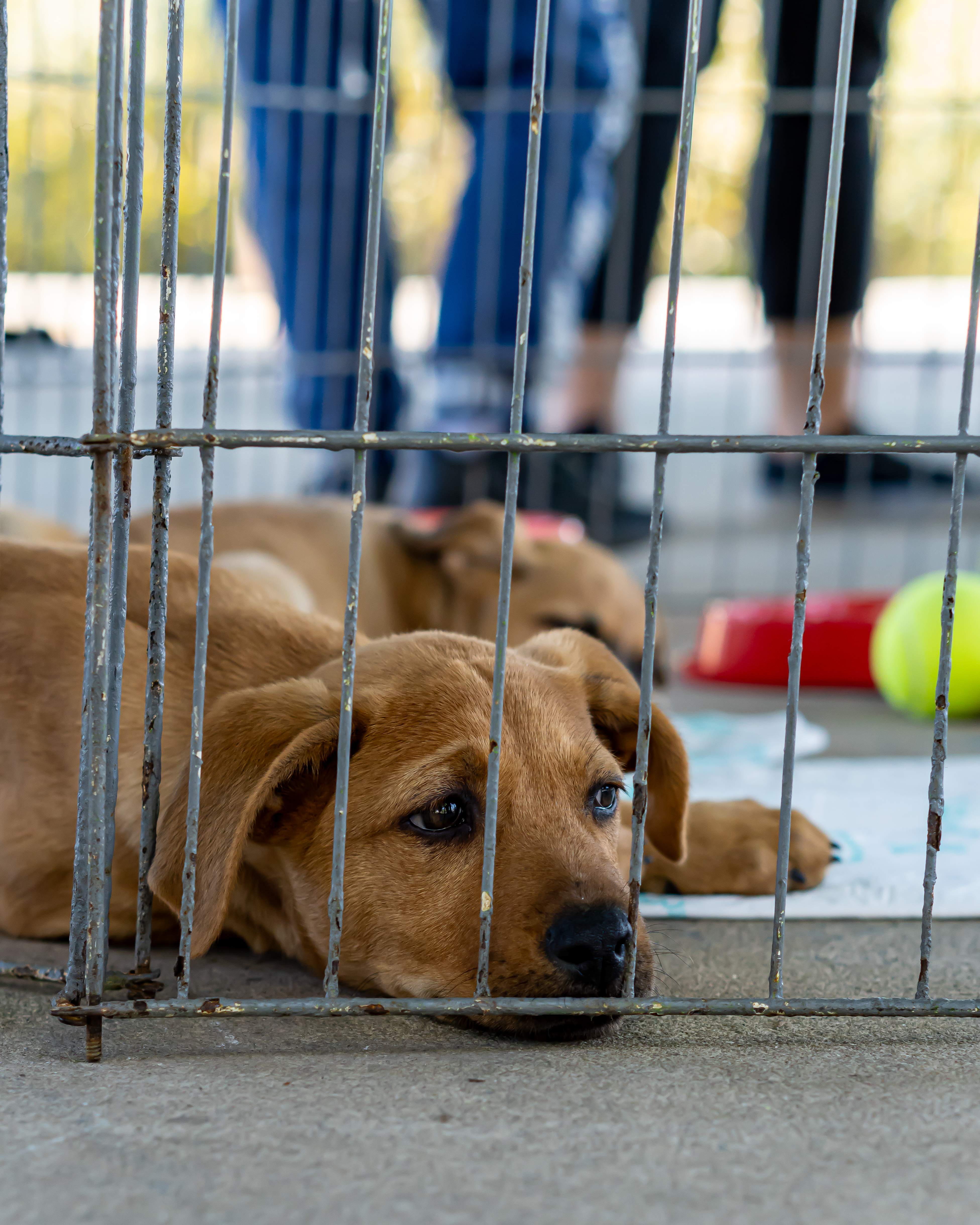
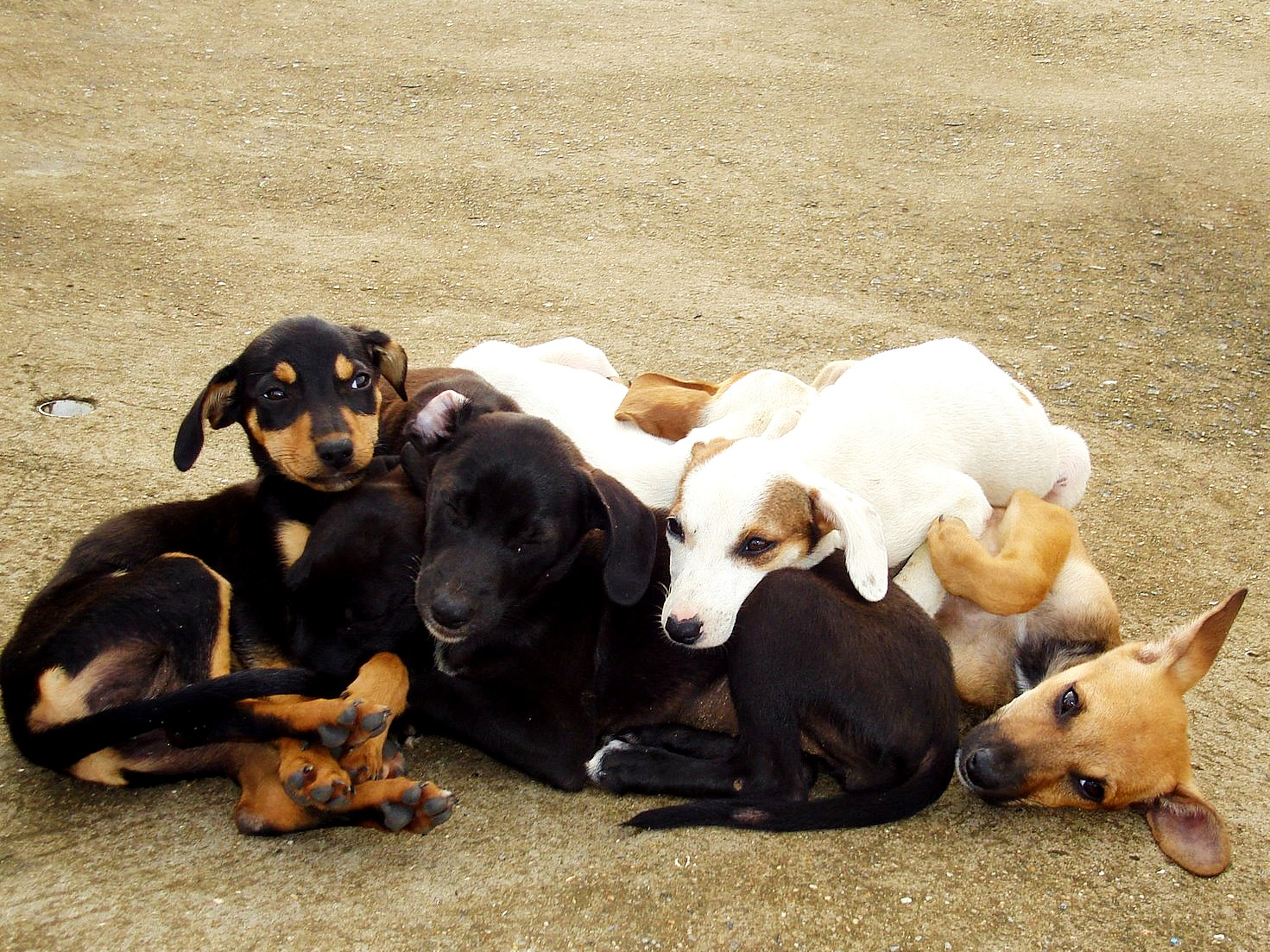
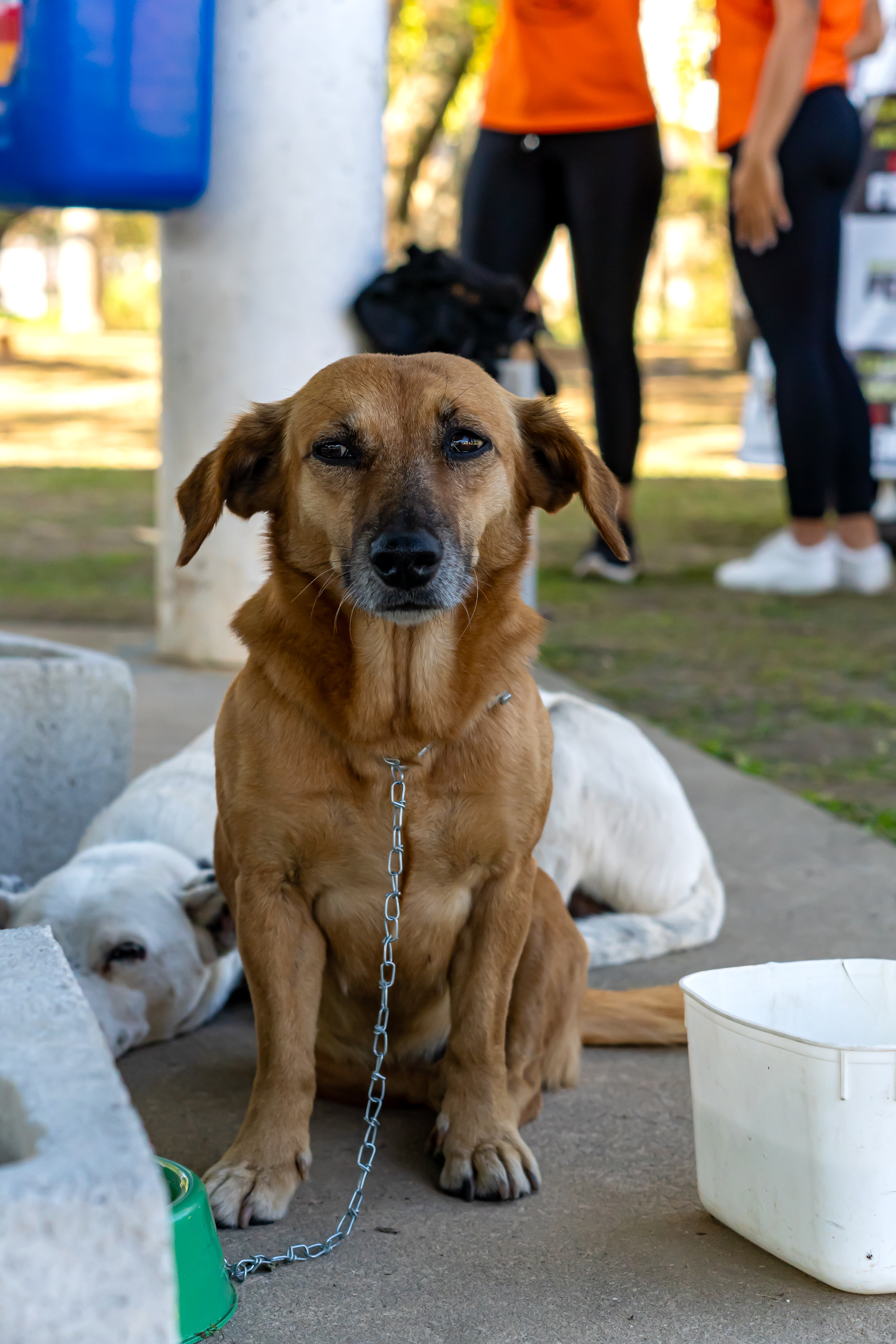
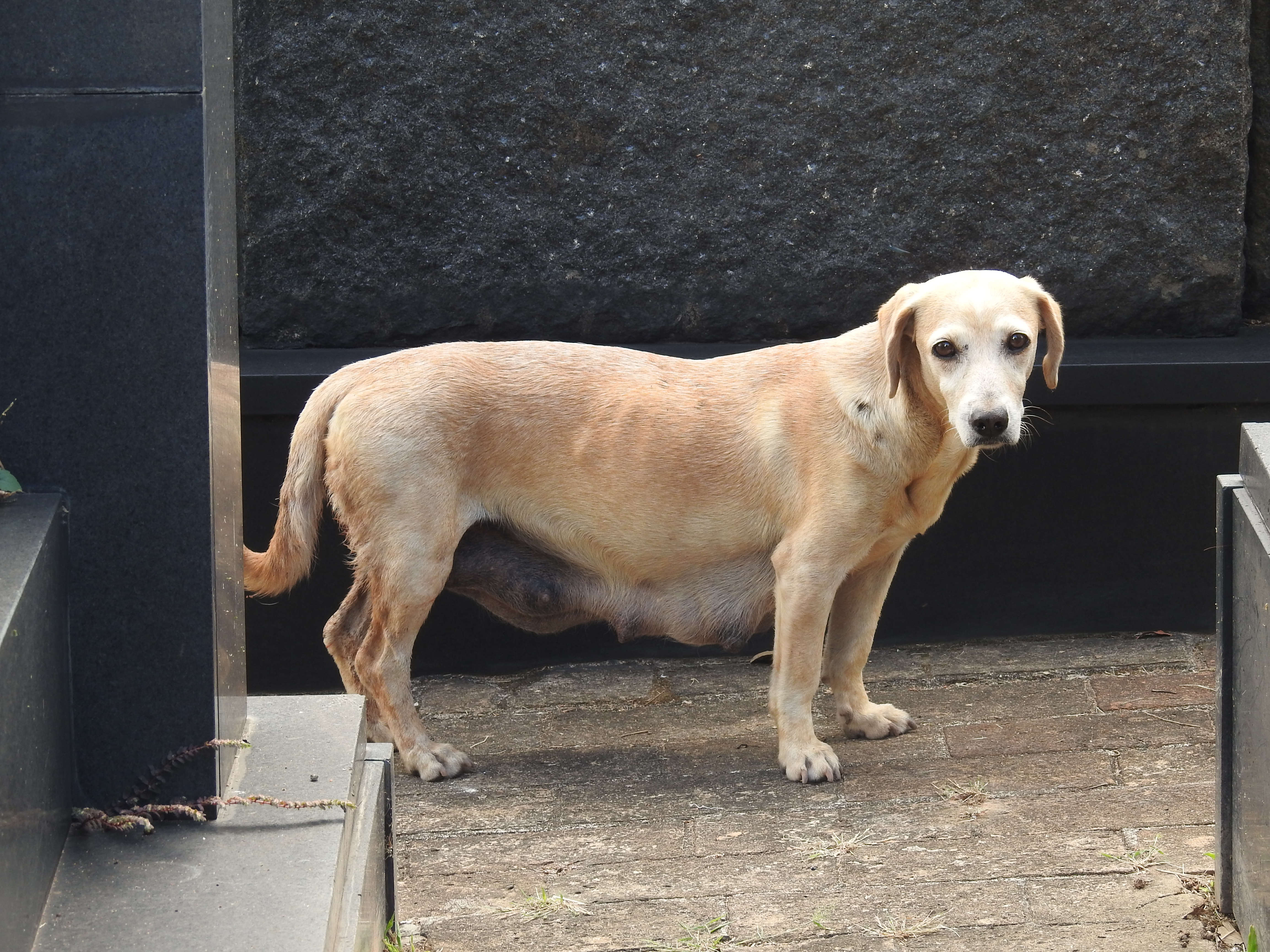